# オーチス・ワールドワイド
オーチス・ワールドワイド・コーポレーション（英語: Otis Worldwide Corporation）は、エレベーター・エスカレーター・動く歩道などを開発・製造・販売するアメリカ合衆国の企業である。日本法人は日本オーチス・エレベータ株式会社。
旧社名はオーチス・エレベータ・カンパニー（英語: Otis Elevator Company）。1976年に複合企業であるユナイテッド・テクノロジーズ（現・レイセオン・テクノロジーズ）に買収されたが、2020年4月に独立し現在の名称となった。

## 概略
エレベーターの落下防止装置を発明したエリシャ・オーチスが、1853年にニューヨーク州ヨンカーズに設立した。現在の本社はコネチカット州ファーミントン。
従業員はアメリカ国内6万人、国外5万1000人。収益96億 USドル（うち80%は国外）。世界中にオーチス製の180万基のエレベーターと11万5000基のエスカレーターが稼働中。150万基のエレベーターとエレベーターを保守点検する。これらはエレベーター・エスカレーター会社として世界最大である。
オーチスのエレベーターは、エッフェル塔 (1887年)、自由の女神 (1900年)、エンパイア・ステート・ビル (1931年)、国連本部事務局ビル (1948年)、世界貿易センターのツインタワー (1967年)、霞が関ビル (1968年) にも設置された。
エスカレーター（Escalator）は、かつてオーチスの登録商標で商品名だった。現在は商標権を放棄している。
空母の艦載機用エレベータも製造している。

## 歴史
- 1852年 - エリシャ・オーチスがエレベーターの落下防止装置を発明。
- 1853年 - エレベーター工場を設立。エレベーターの販売を開始。
- 1854年 - ニューヨーク万国博覧会で落下防止装置のデモンストレーションをおこない成功。
- 1857年 - 初の乗用エレベーターをニューヨークの小売店に設置。
- 1857年 - 蒸気エレベーターを販売。
- 1862年 - 保守点検業を開始。
- 1862年 - 初めて国外（カナダ・ニューファンドランド）にエレベーターを販売。
- 1867年 - オーチス・ブラザーズ・カンパニー (Otis Brothers & Co.) 設立。
- 1890年 - パリ万国博覧会にてエスカレーターを発表。
- 1903年 - ギアレス駆動の電気エレベーターを発表。家庭用エレベーター発売。
- 1924年 - 初の押しボタンによる自動制御エレベーターを発表。
- 1931年 - 初のダブルデッキ・エレベーターを発表。
- 1932年 - 日本法人として東洋オーチス・エレベーター株式会社（現・日本オーチス・エレベータ株式会社）を設立。
- 1950年 - 最初のオペレーターがいらない自動エレベーターを設置。
- 1976年 - ユナイテッド・テクノロジーズに買収される。
- 1979年 - 最初の完全なマイクロプロセッサ制御エレベーターを発表。
- 1989年 - 最初のリニアモーター駆動エレベーターを発表。
- 2024年 - ユナイテッド・テクノロジーズから独立。

## 主な工場所在地
- ドイツ・ベルリン
- チェコ・ブジェツラフ
- フランス・ジエン
- スペイン・マドリード
- メキシコ・ノガレス
- 日本・千葉県山武郡芝山町
- 中国・広州
- 中国・天津
- ブラジル・サンパウロ